# Трофимов Євген Федорович
Євген Федорович Трофимов (14 березня 1920, с. Паспаул, нині Республіка Алтай — 18 серпня 1981, Краснодарський край) — помічник штурмана 148-го гвардійського винищувального авіаційного полку 148-ї винищувальної авіаційної дивізії Військ ППО країни. Гвардії полковник. Герой Радянського Союзу.

## Біографія
Народився 14 березня 1920 року в селі Паспаул нині Республіки Алтай в сім'ї службовця. Росіянин. Закінчив з відзнакою середню школу на станції Клюквенна, 3 курси Московського історико-архівного інституту і аероклуб.
У Червоній Армії з 1940 року. Брав участь у радянсько-фінській війні 1939-1940 років в якості снайпера лижного батальйону. У 1941 році закінчив Борисоглібську військово-авіаційну школу пілотів. Член ВКП(б)/КПРС з 1941 року.
Учасник Другої світової війни з січня 1942 року. Воював на Сталінградському фронті, брав участь у битві на Курській дузі, в Корсунь-Шевченківської та Львівсько-Сандомирської операції.
Помічник штурмана 148-го гвардійського винищувального авіаційного полку гвардії капітан Є. Ф. Трофимов до квітня 1944 року в 20 повітряних боях за даними нагородного листа збив особисто 14 і в групі 3 літаки супротивника (згідно з дослідженням М. Ю. Бикова, з них підтверджуються документально 10 особистих та 2 групових перемоги).
В районі Корсунь-Шевченківського гвардії капітан Трофимов в повітряних боях збив 3 фашистських літака і 1 знищив на землі, спалив 15 автомашин, 25 візків з вантажами, розсіяв і знищив до роти гітлерівської піхоти.
Указом Президії Верховної Ради СРСР від 22 серпня 1944 року за зразкове виконання бойових завдань командування на фронті боротьби з німецько-фашистськими загарбниками і проявлені при цьому мужність і героїзм, гвардії капітану Євгену Федоровичу Трофимову присвоєно звання Героя Радянського Союзу з врученням ордена Леніна і медалі «Золота Зірка».
До кінця війни гвардії майор Є.Ф. Трофимов здійснив 376 успішних бойових вильотів на винищувачах Міг-3, Як-1, Як-7 і Як-9, 26 повітряних боях збив особисто 13 і в групі 4 літаків супротивника.
Після війни продовжував службу у ВПС СРСР. Літав на реактивних і надзвукових літаках. У 1952 році закінчив Військово-повітряну академію. Служив в Йошкар-Олі, Приозерську Казахської РСР, Новосибірську. У 1970-1972 роках — начальник Армавірського вищого військового авіаційного училища. З 1972 року гвардії полковник Є. Ф. Трофимов — в запасі. Працював викладачем в МПТУ № 5. Жив в місті Армавір Краснодарського краю. Помер 18 серпня 1981 року. Похований на Міському кладовищі в Армавірі.
Заслужений військовий льотчик СРСР. Нагороджений орденом Леніна, трьома орденами Червоного Прапора, двома орденами Червоної Зірки, медалями.
У селищі Поспаул його ім'я носить вулиця і школа. ДПТУ № 5, в якому довгий час працював Герой, рішенням міської Думи в 2004 році присвоєно ім'я Героя Радянського Союзу Є.Ф. Трофимова.

## Зноски
1. ↑  Трофимов Евгений Фёдорович (рос.)
2. ↑  М. Ю. Биков.  Всі Аси Сталіна 1936-1953 рр.. — Науково-популярне видання.  — М: ТОВ «Яуза-прес», 2014.  — 1392 с. — (Елітна енциклопедія ВПС).  — 1500 примірників — ISBN 978-5-9955-0712-3.